# Obejo
Obejo – gmina w Hiszpanii, w prowincji Kordoba, w Andaluzji, o powierzchni 214,65 km². W 2011 roku gmina liczyła 2025 mieszkańców.